# Tryonia
Tryonia é um gênero de caramujos de água doce pertencente à família Hydrobiidae. Em algumas classificações, este gênero é colocado na família Cochliopidae [en].
Os caramujos deste gênero são muito pequenos e possuem conchas estreitas. As fêmeas incubam os filhotes dentro do trato genital. As espécies geralmente habitam nascentes. O gênero é distinguido de outros pela estrutura dos sistemas reprodutivos masculino e feminino.
A maioria desses caramujos é encontrada no oeste da América do Norte, especialmente no Deserto de Chihuahua. Há também espécies conhecidas na Flórida e na Guatemala.

## Espécies
As espécies incluem:
- Tryonia adamantina
- Tryonia aequicostata
- Tryonia alamosae
- Tryonia angulata
- Tryonia brevissima
- Tryonia brunei
- Tryonia cheatumi
- Tryonia circumstriata
- Tryonia clathrata Stimpson, 1865 – Tryonia gradeada (a espécie-tipo)
- Tryonia diaboli
- Tryonia elata
- Tryonia ericae
- Tryonia gilae
- Tryonia imitator
- Tryonia infernalis[5]
- Tryonia kosteri
- Tryonia margae
- Tryonia protea
- Tryonia quitobaquitae
- Tryonia robusta
- Tryonia rowlandsi
- Tryonia salina
- Tryonia seemani (Frauenfeld, 1863)
- Tryonia variegata